# Jasmina
Jasmina je žensko osebno ime.

## Izvor imena
Imeni Jasmin in Jasmina spadata med imena, ki so nastala po nazivih za rože, in sicer iz jasmín, ki je »večji tropski in subtropski grm z dehtečimi cvetovi«. V slovenščini ima strokovno ime skobótovec. Rastlinsko ime jasmín je mednarodni izraz in prek latinskega jasminum izhaja iz perzijskega jāsëmīn.

## Različice imena
- ženske različice imena: Jasmin, Jasmine, Jasminka
- moški različici imena:  Jasmin, Jasminko

## Pogostost imena
Po podatkih Statističnega urada Republike Slovenije je bilo na dan 31. decembra 2007 v Sloveniji število ženskih oseb z imenom Jasmina: 3.318. Med vsemi ženskimi imeni pa je ime Jasmina po pogostosti uporabe uvrščeno na 80. mesto.

## Osebni praznik
V koledarju je ime Jasmina zapisano pri imenu Flora, ki goduje 12. junija ali pa 24. novembra.